# Timo Nasseri
Timo Nasseri (* 1972 in Berlin) ist ein deutscher Künstler iranischer Abstammung.

## Leben
Timo Nasseri wurde als Sohn eines Iraners und einer Deutschen geboren. 1997 schloss er seine 1994 begonnene Ausbildung als Fotograf am Berliner Lette-Verein ab. Anschließend wurde er Assistent bei bekannten Fotografen, darunter Albert Watson. Er begann seine Laufbahn als Fotograf und wendete sich dann der Erstellung von Skulpturen zu und ist regelmäßig international auf Ausstellungen vertreten.
Von 1999 bis 2001 war er Redakteur des Londoner Kunstmagazins Themepark.
Timo Nasseri lebt und arbeitet in Berlin.

## Ausstellungen (Auswahl)

### Einzelausstellungen
- 2000: „OP-Felder“, Galerie derart, Basel
- 2002: „OP-Felder“, Galerie ABEL Raum für Neue Kunst, Berlin
- 2004: „Timo Nasseri“, Galerie ABEL Raum für Neue Kunst, Berlin
- 2005: „Timo Nasseri“, Galerie Robert Morat, Hamburg
- 2005: „Jet Skin“, Galerie Schleicher+Lange, Paris
- 2006: „Falling Stars“, Galerie Schleicher+Lange, Paris
- 2008: „epistrophy“, Galerie Schleicher+Lange, Paris
- 2009: „Ghazal“, Galerie Sfeir-Semler, Hamburg
- 2009: „ONE OF SIX“, Kunstverein Arnsberg[6]
- 2010: „Timo Nasseri/Lars Englund“, Galerie Schleicher+Lange, Paris

### Gruppenausstellungen
- 2003: „Der Rest der Welt“, Palais Neuffer, Pirmasens
- 2003: „Prix Aenne Biermann“, Museum für Angewandte Kunst, Gera
- 2004: „Konrad-Adenauer-Stiftung, Else-Heiliger-Fond“, Berlin
- 2004: „7“, Tor 205, Berlin
- 2005: „7+“, Tor 205, Berlin
- 2005: „S-FOR“, Galerie Lisi Hämmerle, Bregenz
- 2006: „Saar Ferngas Förderpreis Junge Kunst 2006“, exposition itinéraire, Pfalzgalerie, Kaiserslautern, Stadtgalerie Saarbrücken, TUFA Trier
- 2006: „Else-Heiliger-Fonds, Konrad-Adenauer-Stiftung“, Berlin
- 2007: „Dark Matter“,Artnews Projects, Berlin
- 2007: „Photo Espana“, Museo Municipal de Arte Contemporaneo
- 2007: „Saar Ferngas Förderpreis Junge Kunst 2006“, TUFA, Trier
- 2008; „Phoenix vs Babylone“, Espace Paul Ricard, Paris
- 2008: „Democracy In the Age of Branding“, The Vera List Center for Art and Politics at The New School, New York
- 2008: „EURASIA, MART“ - Museo di Arte Moderna e Contemporanea, Trento
- 2008: „The New World“, Artnews projects, Berlin;  „Die Wahren Orte“, Alexander Ochs Galleries, Berlin
- 2008: „Echo“, Galerie Sfeir-Semler, Beirut
- 2009: „Taswir – Islamische Bildwelten und Moderne“, Ausstellung der Berliner Festspiele im Martin-Gropius-Bau, Berlin[7]
- 2009: „Balla-Drama“, Paradise Row Gallery, London
- 2009: „Animated“, Centre d’Art Bastille, Grenoble
- 2009: „Mashq: repetition, meditation, mediation“, Green Cardamom, London
- 2010: „PHILIP TAAFFE - CHRISTINE STREULI - TIMO NASSERI“, Galerie Sfeir-Semler, Beirut
- 2010: „En Miroir, Projections Sur Le Folklore“, CRAC Alsace, (F)/Fri Art - Centre d’Art Contemporain, Fribourg
- 2010: „Wachstum“, Martin Märtens München, München
- 2011: „WUNDER. Kunst, Wissenschaft und Religion vom 4. Jahrhundert bis zur Gegenwart“, Deichtorhallen, Hamburg
- 2022: „Geometrische Opulenz“, Haus Konstruktiv, Zürich[8]

## Auszeichnungen und Stipendien
- 2003: Aenne-Biermann-Preis
- 2004: Stipendiat der Konrad-Adenauer-Stiftung
- 2006: Saar-Ferngas-Förderpreis Junge Kunst 2006 (3. Preis)
- 2010: Abraaj Capital Prize 2010[9]

## Veröffentlichungen (Auswahl)
- Saar-Ferngas Förderung neue Talente. Kunst, Sport, Wissenschaft, Saarbrücken Saar Ferngas, 2006, ISBN 978-3-89422-144-7
- Timo Nasseri, Distanz, 2012, ISBN 978-3-942405-54-6
- O time thy pyramids, 2015
- I saw a broken Labyrinth, Ab-Anbar Gallery, 2017
- Timo Nasseri talks about his show in Tehran in Artforum, 2017
- All the Letters in All the Stars, Maraya Art Centre, Sharjah, 2018

## Veröffentlichungen über Timo Nasseri (Auswahl)
- James Parry: BREAKING THE MOULD online
- Britta Schmitz: Parallels, 2012 online
- Negar Azimi: Ways of seeing, 2012 online
- Kirsten Egger: Core bei SCHLEICHER/LANGE, 2013 online
- Maria Marques: A Visit To German-Iranian Artist Timo Nasseri’s Studio, bei Harper’s Bazaar Arabia  -  Studio Visit, 2017 online
- Lesley Ann Gray: All the Letters in All the Stars, Web-Review, bei Maraya Art Centre, 2018 online
- Melissa Gronlund: Artist Timo Nasseri's journey to find calligrapher Ibn Muqla’s four Arabic letters, bei Maraya Art Centre, 2018 online